# برايان ارتشر
برايان ارتشر (بالإنجليزية: Brian Archer)‏ هو فلاح وسياسي أسترالي، ولد في 21 أغسطس 1929، وتوفي في 10 مارس 2013 في لاونسستون في أستراليا. حزبياً، نشط في الحزب الليبرالي الأسترالي. وقد انتخب عضو مجلس الشيوخ الأسترالي ‏ عن دائرة Tasmania ‏ (13 ديسمبر 1975 – 31 يناير 1994).